# Westerwaldkreis
Westerwaldkreis är ett distrikt i Rheinland-Pfalz, Tyskland.

## Infrastruktur
Genom distriktet går motorvägarna A3 och A48.